# 18e cérémonie des Florida Film Critics Circle Awards
La 18e cérémonie des Florida Film Critics Circle Awards (FFCC Awards), décernés par le Florida Film Critics Circle, a eu lieu le 18 décembre 2013, et a récompensé les films réalisés dans l'année,.

## Palmarès

### Meilleur film
- Twelve Years a Slave
  - Finaliste : American Bluff (American Hustle)

### Meilleur réalisateur
- Steve McQueen pour Twelve Years a Slave
  - Finaliste : Alfonso Cuarón pour Gravity

### Meilleur acteur
- Chiwetel Ejiofor pour le rôle de Solomon Northup dans Twelve Years a Slave
  - Finaliste : Joaquin Phoenix pour le rôle de Theodore Twombley dans Her

### Meilleure actrice
- Cate Blanchett pour le rôle de Jasmine dans Blue Jasmine
  - Finaliste : Judi Dench pour le rôle de Philomena Lee dans Philomena

### Meilleur acteur dans un second rôle
- Jared Leto pour le rôle de Rayon dans Dallas Buyers Club
  - Finaliste : Michael Fassbender pour le rôle d'Edwin Epps dans Twelve Years a Slave

### Meilleure actrice dans un second rôle
- Lupita Nyong'o pour le rôle de Patsey dans Twelve Years a Slave
  - Finaliste : Jennifer Lawrence pour le rôle de Rosalyn Rosenfeld dans American Bluff (American Hustle)

### Meilleur scénario original
- Her – Spike Jonze
  - Finaliste : American Bluff (American Hustle) – David O. Russell et Eric Singer

### Meilleur scénario adapté
- Twelve Years a Slave – John Ridley
  - Finaliste : Le Loup de Wall Street (The Wolf of Wall Street) – Terence Winter

### Meilleure direction artistique
- Gatsby le Magnifique (The Great Gatsby) – Catherine Martin et Beverley Dunn
  - Finaliste : American Bluff (American Hustle) –

### Meilleure photographie
- Gravity – Emmanuel Lubezki
  - Finaliste : Inside Llewyn Davis – Bruno Delbonnel

### Meilleurs effets visuels
- Gravity
  - Finaliste : Le Hobbit : La Désolation de Smaug (The Hobbit: The Desolation of Smaug)

### Meilleur film en langue étrangère
- La Vie d'Adèle  France  Belgique  Espagne
  - Finaliste : La Chasse (Jagten)  Danemark

### Meilleur film d'animation
- La Reine des neiges (Frozen)
  - Finaliste : Le vent se lève (風立ちぬ, Kaze tachinu)

### Meilleur film documentaire
- The Act of Killing (Jagal)
  - Finaliste : Blackfish

### Pauline Kael Breakout Award
(meilleure révélation)
- Michael B. Jordan dans Fruitvale Station
  - Finaliste : Lupita Nyong'o dans Twelve Years a Slave

### Golden Orange
- Dana Keith de la Miami Beach Cinematheque